# Leibi (Nersingen)
Leibi ist ein Ortsteil der Gemeinde Nersingen im Landkreis Neu-Ulm mit 1972 Einwohnern (Stand November 2017).
Das Dorf wird im Norden begrenzt von der Donau, im Nordwesten von der Bundesautobahn 7, im Südwesten von der Staatsstraße 2021 sowie im Süden von der Bahnstrecke Augsburg–Ulm. Durch das Dorf fließt der gleichnamige Bach Leibi.
Der Name stammt vom mittelhochdeutschen ‚lihe‘ für Lehm bzw. Schlamm.
Der Heimatforscher Matzke vermutet, dass Leibi aus vier Siedlungen zusammengewachsen ist:
1. der Gegend des heutigen Leibi
2. der Siedlung an der Landstraße (B10)
3. einer Siedlung auf dem linken Leibiufer
4. einer Siedlung auf dem Schwabsee[2]

Die älteste Nennung Leibis unter dem Namen Leibin ist auf den 23. September 1150 datiert. Dabei handelte es sich um eine Tauschurkunde zwischen dem Kloster Elchingen und dem Kloster St. Blasien.
Am 14. Juni 1970 stimmten die wahlberechtigten Bürger für die Zusammenlegung der Gemeinden Nersingen und Leibi. Die Eingliederung Leibis nach Nersingen erfolgte auf Beschluss des Bayerischen Staatsministeriums des Innern am 1. Januar 1971.
Im alten Ortskern befindet sich die Filialkirche St. Leonhard, welche unter Denkmalschutz steht und 2012/13 saniert wurde.

## Bürgermeister seit 1818
- 1818–1821: Joseph Huber
- 1821–1824: Leonhard Berchtold
- 1824–1827: Sebastian Endräß
- 1827–1831: Andreas Muschgay
- 1831–1833: Dionisius Bretzel
- 1833–1840: Johannes Bretzel
- 1840–1845: Dionis Bretzel
- 1846–1866: Joseph Endres
- 1867–1882: Mathäus Schick
- 1882–1911: Walter
- 1912–1921: Johann Bretzel
- 1921–1935: Sebastian Hiller
- 1935–1945: Jakob Galler
- 1945–1948: Anton Huber
- 1948–1969: Anton Huber
- 1969–1971: Balthasar Walter[2]